# 自白法則
自白法則（じはくほうそく）とは、自白の証拠能力に関するルールである。

## 概要
自白は古くから「証拠の王様」といわれ、有罪判決に直接的に結びつく証拠であることから、捜査機関はそれを求めて人権侵害を伴う過酷な取調べを行いがちであった。また、裁判所も自白があることのみによって軽率に有罪判決を下してしまうことが多く、それが誤判の原因になることも多かった。このように冤罪の温床になることから、自白に証拠としての価値を認めるに当たっては幾つかの要件を求め、自白の証拠能力を制限することで、捜査機関や裁判所の自白偏重に歯止めをかけている。
日本国憲法第38条第2項は、強制、拷問、脅迫による自白、不当に長く抑留、拘禁された後の自白について、証拠とすることができない旨を定める。刑事訴訟法第319条第1項は、これに加え、任意性のない自白を排除すべきものとしており、これを自白法則という。
自白の任意性は、検察官が立証しなければならない。

## 趣旨
自白法則の趣旨には以下に述べる対立がある。
虚偽排除説は、任意性のない自白は類型的に虚偽のおそれがあるため証拠排除されると考える。すなわち、自白法則を伝聞法則と同様、法律的関連性の問題として捉えている。
違法排除説は、自白法則は、将来の違法捜査抑制の見地から、違法な取調べ過程によって採取された自白の証拠能力を排除するものであると考える。すなわち、違法収集証拠排除法則と同様の趣旨と捉えている。
人権擁護説は、任意性のない自白は被疑者・被告人の黙秘権という人権を侵害するものであるため証拠排除されると考える。違法排除説と人権保障説は、自白法則を証拠禁止の問題として捉えていることになる。